# Miguel Brocca
Miguel Brocca Tovar (Ciudad de México, 22 de julio de 1989) es un actor y modelo mexicano de origen español, conocido por interpretar el papel de Sergio Cuevas Guzmán en la telenovela Dos vidas.

## Biografía
Miguel Brocca nació el 22 de julio de 1989 en la Ciudad de México, y además de la actuación también se dedica al teatro.

## Carrera
Miguel Brocca se interesó por el mundo de la actuación desde temprana edad, participando constantemente en obras de teatro escolares o campañas publicitarias en su ciudad natal, Ciudad de México. Inició su educación desembocando en el ingreso a la licenciatura en literatura dramática y teatro de la UNAM, la cual abandonó para trasladarse a Europa a los diecinueve años. Continuó su preparación en la prestigiosa Guildhall School of Music and Drama de Londres, y en Madrid inició su formación con el maestro Fernando Piernas, con quien se forma desde 2013.
En 2015 protagonizó los cortometrajes Unhappy Endings dirigido por Antonio Torti y en Love of Lesbian: La noche eterna dirigida por Sandra Suárez Tena. En el mismo año interviene en el videoclip La Noche Constante dirigido por Sandra Suárez. En 2016 protagonizó los cortometrajes Ink y Novatos, ambos dirigidos por Víctor Zurita. En el mismo año participó en el elenco de la miniserie emitida en La 1 Reinas. En 2017 protagonizó la película Selfie dirigida por Víctor García León. En 2019 protagonizó la serie emitida en Warner TV y Cuatro Vota Juan y cubrió el papel de Norberto en la telenovela emitida en La 1 Acacias 38. En el mismo año actuó en los cortometrajes Instante dirigido por Pablo Díaz Domínguez y en Me Va Muy Bien dirigido por Pedro Rudolphi (en el papel de Víctor).
En 2020 interpretó el papel de Miguel en la serie emitida en Telecinco Vivir sin permiso y el cortometraje Pensamiento dirigido por María Díaz. Al año siguiente en 2021 formó parte del elenco de la serie web de Netflix Sky Rojo. En el mismo año se integra al elenco de la telenovela emitida en La 1 Dos vidas. En 2022 interpretó el papel de Antonio en la película de televisión Amor en Mariposa Beach dirigida por David Martín Porras. En el mismo año interpretó el papel de Marc en la serie web de Netflix Las de la última fila. Al año siguiente, en 2023, interpretó el papel de Asistente Real Runners en la película Campeonex dirigida por Javier Fesser y el papel de Stefano Torres en la serie web de Vix Isla Brava. En el mismo año fue elegido para interpretar el papel de Diego Vargas en la serie emitida en Telecinco Mía es la venganza.

## Filmografía

### Cine
| Año  | Título                 | Personaje              | Director              |
| ---- | ---------------------- | ---------------------- | --------------------- |
| 2017 | Selfie                 |                        | Víctor García León    |
| 2022 | Love at Mariposa Beach | Antonio                | David Martínez Porras |
| 2023 | Campeonex              | Asistente Real Runners | Javier Fesser         |

### Televisión
| Año         | Título                | Personaje             | Cadeña               | Notas         |
| ----------- | --------------------- | --------------------- | -------------------- | ------------- |
| 2016        | Reinas                | Scottish Captain      | La 1                 | 1 episodio    |
| 2019        | Vota Juan             | Camarero              | Warner TV / Cuatro   | 1 episodio    |
| 2019        | Acacias 38            | Norberto              | La 1                 | 2 episodios   |
| 2020        | Vivir sin permiso     | Miguel                | Telecinco            | 1 episodio    |
| 2021 - 2022 | Dos vidas             | Sergio Cuevas Guzmán  | La 1                 | 73 episodios  |
| 2021        | Sky Rojo              |                       | Netflix              | 1 episodio    |
| 2022        | Las de la última fila | Marc                  | Netflix              | 2 episodios   |
| 2023        | Isla Brava            | Stefano Torres        | Vix                  | 5 episodios   |
| 2023        | Mía es la venganza    | Diego Vargas Espinosa | Telecinco / Divinity | 110 episodios |

### Cortometrajes
| Año  | Título                           | Personaje            | Director      |
| ---- | -------------------------------- | -------------------- | ------------- |
| 2015 | Unhappy Endings                  |                      | Antonio Torti |
| 2015 | Love of Lesbian: La noche eterna | Sandra Suárez Tena   |               |
| 2016 | Ink                              | Victor Zurita        |               |
| 2016 | Novatos                          | Victor Zurita        |               |
| 2019 | Instante                         | Pablo Díaz Domínguez |               |
| 2019 | Me Va Muy Bien                   | Pedro Rudolphi       |               |
| 2020 | Pensamiento                      | Víctor               | María Díaz    |

### Videoclips
| Año  | Título             | Director      |
| ---- | ------------------ | ------------- |
| 2015 | La Noche Constante | Sandra Suárez |

## Teatro
| Año       | Título                    | Director   |
| --------- | ------------------------- | ---------- |
| 2016      | Machinal                  | Adán Black |
| 2017      | Salvaje/Locura            | Adán Black |
| 2017      | Pomona                    | Adán Black |
| 2017      | Personas, Lugares y Cosas | Adán Black |
| 2017      | Medea                     | Adán Black |
| 2018      | Confirmación              | Adán Black |
| 2018      | This Restless House       | Adán Black |
| 2018      | Gloria                    | Adán Black |
| 2018      | Yerma                     | Adán Black |
| 2018-2019 | Apropiado                 | Adán Black |
| 2019      | Las Antípodas             | Adán Black |
| 2019-2020 | Rojo                      | Adán Black |
| 2020      | La Escritora              | Adán Black |